# ماكس بيرد
ماكس بيرد (بالفرنسية: Max Bird) هو يوتيوبي فرنسي، ولد في 26 مايو 1990 في تور في فرنسا.

## وصلات خارجية
- ماكس بيرد على موقع IMDb (الإنجليزية)